# Karl Alexander von Reichlin-Meldegg
Karl Alexander von Reichlin-Meldegg, född den 22 februari 1801 i Grafenau, död den 16 februari 1877 i Heidelberg, var en tysk friherre, teolog och filosof.
Reichlin-Meldegg, som var professor i Heidelberg, hade en tid varit romersk-katolsk präst och var som filosof anhängare av Kant. Hans huvudarbeten är Psychologie (1837-1838), System der Logik (1870) och Das Leben eines ehemaligen römisch-katholischen Priesters (självbiografi, 1874).